# Rosco Gordon
Rosco Gordon (* 10. April 1928 in Memphis, Tennessee; † 11. Juli 2002 in New York City) war ein US-amerikanischer Blues-Pianist und Sänger, der vor allem in den 1950er Jahren erfolgreich war. Zu seinen bekanntesten Hits gehören Booted, No More Doggin’ und Just a Little Bit. Ihm wird ein wesentlicher Einfluss auf die Entwicklung der Reggae- und Ska-Musik in Jamaika nachgesagt.

## Leben
Gordon begann seine musikalische Karriere in der Beale Street in seiner Heimatstadt, wo er mit Musikern wie Ike Turner, Howlin’ Wolf, B. B. King, Johnny Ace, Bobby „Blue“ Bland, Earl Forest und Little Milton auftrat. Von 1955 bis 1958 wurden mehrere Singles bei Sun Records veröffentlicht.
In den 1960er Jahren zog sich Gordon aus dem Musikgeschäft zurück, um sich seiner Familie zu widmen. Mit seiner zweiten Frau Barbara Kerr zog er nach New York. Nach dem Tod seiner Frau 1984 kehrte er auf die Bühne zurück, hatte jedoch Mühe, sich gegen die neuesten Trends durchzusetzen.
2000 erschien das Album Memphis, Tennessee, das in Zusammenarbeit mit dem Gitarristen Duke Robillard und dessen Band entstanden war. Gordon wurde daraufhin für den Handy Award in der Kategorie „Comeback Artist of the Year“ nominiert.
Trotz gesundheitlicher Probleme stürzte Gordon sich in seine wieder gewonnene Popularität. Er spielte auf Festivals und trat wieder mit den alten Freunden auf.
Rosco Gordon starb 2002 in seiner Wohnung in Queens.